# Джеррі О'Колмен
Джероїд «Джеррі» О'Колмен (ірл. Gearoid «Gerry» O’Colmain; 1924 — 3 листопада 2008) — ірландський боксер важкої ваги, чемпіон Європи з боксу (1947), дев'ятиразовий чемпіон Ірландії (1943—1944, 1946—1952), олімпієць.

## Життєпис
Походив з родини ковалів. Утримував родинний бізнес (кузню) на Камден-стріт в Дубліні. Стверджував, що сила його ударів пов'язана з ковальською працею.
У 1943 та 1944 роках виграв першість Ірландії у напівважій вазі, після переходу у важку вагу протягом семи років поспіль (1946—1952) був чемпіоном країни.
У 1947 році на першому повоєнному чемпіонаті Європи з боксу в Дубліні (Ірландія) почергово переміг Алехандро Артече (Іспанія), Джуліо Бастіані (Італія) та у фіналі — Джорджа Скрівена (Англія).
На літніх Олімпійських іграх 1948 року в Лондоні (Велика Британія) брав участь у змаганнях боксерів важкої ваги, проте у першому ж двобої поступився Уберу Бачильєрі (Італія).
У 1952 році, внаслідок нещасного випадку під час роботи в кузні, отримав травму ока, через що був змушений залишити бокс. Проте аж до своєї смерті залишався захопленим ентузіастом боксу і активним членом асоціації колишніх боксерів.
Загалом провів близько 200 поєдинків, в тому числі 27 — міжнародних; у близько 20 поєдинках поступився, в тому числі у 4 — міжнародних.